# ساشا کلاین
ساشا کلاین (آلمانی: Sascha Klein؛ زادهٔ ۱۲ سپتامبر ۱۹۸۵) شیرجه‌رو اهل آلمان است.
از باشگاه‌هایی که در آن بازی کرده‌است می‌توان به باشگاه فوتبال درسدنر اشاره کرد.
وی در مسابقات کشوری و بین‌المللی در مجموع برندهٔ ۱ مدال برنز شده‌است.